# Anders Treffenhielm
Anders Jönsson Treffenhielm, tidigare Rant, född 23 november 1655 i Skänninge församling, Östergötlands län, död 30 november 1704 i Fraustadt, var en svensk militär.

## Biografi
Anders Treffenhielm föddes 1655 i Skänninge församling. Han var son till rådmannen Jöns Larsson Rant och Brita Bengtsdotter. Treffenhielm blev 1675 volontär vid livgardet och 1677 underofficer därstädes. Han blev 1678 kornett vid Livregementet till häst och 30 juli 1681 kornett vid Östgöta kavalleriregemente. Treffenhielm blev 11 juli 1692 löjtnant, 6 september 1700 regementskvartermästare och 16 januari 1702 sekundryttmästare vid Östgöta kvalleriregemente. Han adlades 9 januari 1704 till Treffenhielm och stupade 30 november samma år vid Fraustadt.

### Familj
Treffenhielm gifte sig 1680 med Catharina Schilling (1663–1746), dotter av majoren Sven Schilling vid Östgöta kavalleriregemente. De fick tillsammans barnen Johan Rant (1681–1695), fänriken Alexander Treffenhielm (1681–1725) vid Kronobergs regemente, Christina Treffenhielm (född 1683) som var gift med löjtnanten Erik Wetterstrand vid Östgöta kavalleriregemente, Anna Margareta Treffenhielm (1685–1764) som var gift med kornetten Natanael Rydstedt vid Östgöta kavalleriregemente, kamreraren Erik Gustaf Treffenhielm (1687–1745), kornetten Carl Treffenhielm (1688–1742) vid Östgöta kavalleriregemente, Sven Rant (1691–1691), Birgitta Treffenhielm (1692–1760) som var gift med kommissarien Mikael Fock och ryttmästaren Carl Magnus Petz vid Västgöta tremänningsinfanteriregemente, Sven Rant (1694–1694), Anders Rant (1695–1699), Johan Treffenhielm (1697–1748), Catharina Treffenhielm (1699–1744) som var gift med bruksförvaltaren Peter Altin och Gertrud Treffenhielm (1701–1733).

## Fotnoter
1. 1 2 3 4 5 6  Gustaf Elgenstierna, Den introducerade svenska adelns ättartavlor, vol. 8, Norstedts förlag, 1934, s. 360, läs online.[källa från Wikidata]
2. 1 2 3 4 5 6 7 8  Biografiska anteckningar och släktutredningar av Mattias Loman, läs online, läst: 31 augusti 2021.[källa från Wikidata]
3. 1 2  Elgenstierna Gustaf, red (1934). Den introducerade svenska adelns ättartavlor 8 Stålarm-Voltemat. Stockholm: Norstedt. sid. 360. Libris 10076764